# Fieseler Fi 156
El Fieseler Fi 156 Storch (‘cigüeña’ en alemán) pasó a la historia como uno de los aviones más importantes de la Segunda Guerra Mundial; es el avión más conocido de la compañía alemana, debido a su amplia utilización durante el conflicto.

## Diseño y desarrollo

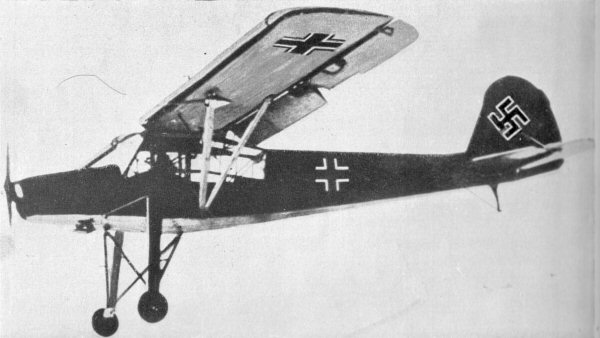
Fieseler Fi 156 en pleno vuelo.

Un excelente aparato STOL (despegue y aterrizaje cortos) que realizó su primer vuelo a comienzos de 1936. Estructuralmente era un monoplano de ala alta arriostrada, de construcción mixta con unidad de cola convencional con montantes y tren de aterrizaje fijo con patín de cola. Estaba propulsado por un motor Argus As 10C de ocho cilindros en V invertida, refrigerado por aire, y su amplia cabina acristalada daba una excelente visibilidad a sus tres tripulantes.
Al igual que ocurría con el Fieseler Fi 97, el éxito del aparato radicaba en el sistema de alta sustentación característico de la compañía, utilizando en las versiones iniciales un slat fijo a lo largo de toda la envergadura del borde de ataque del ala y con alerones ranurados en la totalidad del borde de fuga.
Los vuelos de pruebas de los tres primeros prototipos (Fi 156 V1, V2 y V3) mostraron la capacidad STOL del aparato, que excedía con creces las esperadas. Podía despegar desde pistas de hierba de unos 60 m y aterrizar en la tercera parte de esa distancia, es decir, en tan sólo 20 m.
Construido para competir con aparatos similares de alas fijas de Messerschmitt y Siebel y con un autogiro de Focke-Wulf, a los tres prototipos le siguió un cuarto, el Fi 156 V4, equipado con esquíes para operar desde pistas nevadas, un quinto, el Fi 156 V5, de preproducción y, ya a comienzos de 1937, diez Fi 156A-0 para evaluación de servicio. Uno de estos últimos fue mostrado por primera vez en público en un certamen internacional de 1937, mientras se comenzaba a producir en serie el Fi 156A-1.
Las pruebas de vuelo demostraron que la Luftwaffe había adquirido un aparato polivalente y, de hecho, durante la II Guerra Mundial, los Storch operaron en casi todos los lugares donde las fuerzas alemanas estuvieron combatiendo. La producción total en sus distintas variantes fue de 2900 unidades.
Durante la guerra, el Fi 156 fue construido para la Luftwaffe por Morane-Saulnier en Francia y por Mraz en Checoslovaquia. Ambas compañías siguieron construyendo el Storch después del conflicto, siendo designado por Morane-Saulnier como M.S. 500 Criquet, M.S. 501 y M.S. 502, y Mráz K-65 Čáp.

### Resumen de la producción
Producción por fábrica y por modelo hasta el 31 de marzo de 1945:
| Modelo | Fieseler | Morane-Saulnier | Mraz | Leichtbau | Total |
| ------ | -------- | --------------- | ---- | --------- | ----- |
| A-0    | 10       |                 |      |           | 10    |
| B-0    | 14       |                 |      |           | 14    |
| B-1    | 36       |                 |      |           | 36    |
| C-1    | 286      |                 |      |           | 286   |
| C-2    | 239      |                 |      |           | 239   |
| C-3    | 1230     | 525             |      |           | 1755  |
| C-7    |          | 259             | 32   | 63        | 354   |
| D-1    | 117      |                 |      |           | 117   |
| D-2    |          |                 | 46   | 10        | 56    |
| Total  | 1908     | 784             | 78   | 73        | 2867  |

## Historia operacional
A causa de sus excelentes cualidades, los Fi 156 fueron utilizados en múltiples y famosos hechos de guerra, como la Operación Roble para el rescate de Benito Mussolini de su prisión en el hotel de montaña Campo Imperatore en el Gran Sasso d'Italia, en los Apeninos, el 12 de septiembre de 1943; o el vuelo de la famosa aviadora Hanna Reitsch sobre las ruinas de Berlín, para trasladar al general Robert Ritter von Greim ante Hitler, que le había nombrado su nuevo comandante en jefe de la Luftwaffe.
Alrededor de diez ejemplares, llegados en distintas fechas, sirvieron en el Ejército del Aire español con las designaciones L.16 y L.6.

## Variantes

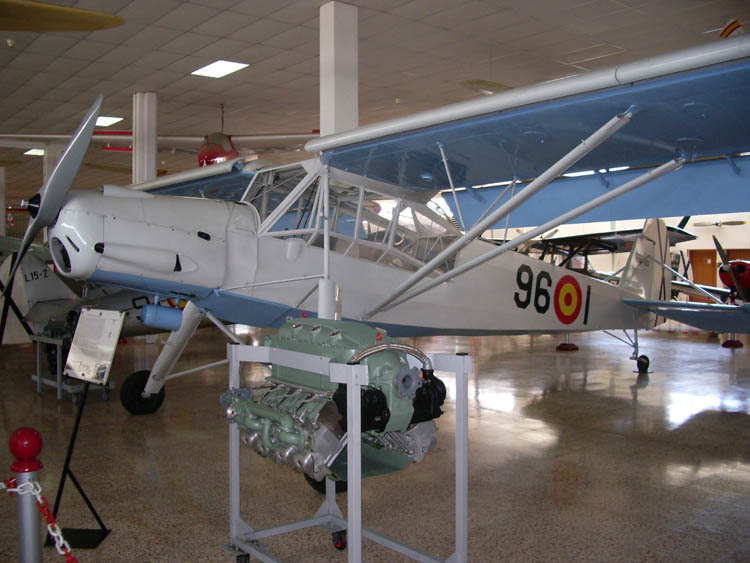
Fi 156 del Ejército del Aire de España junto a un motor Argus As 10.

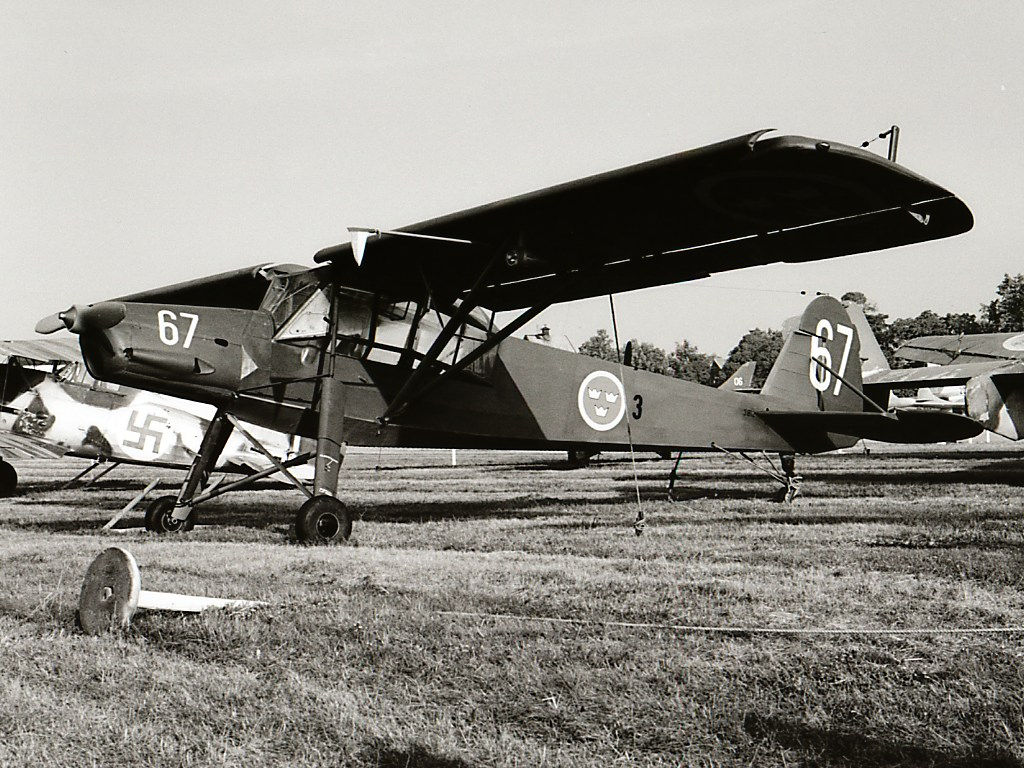
S14 (Fi 156) de la Fuerza Aérea Sueca.

Fi 156 V1
Prototipo equipado con hélice metálica ajustable, matrícula D-IKVN (producido en 1935-36).
Fi 156 V2
Prototipo equipado con hélice de madera. Primer prototipo en volar (10 de mayo de 1936), matrícula D-IDVS (producido en 1935-36).
Fi 156 V3
Prototipo idéntico al V2. Máquina de pruebas de varios equipos de radio, matrícula D-IGLI (producido en 1936).
Fi 156 V4
Prototipo idéntico al V3. Tren de aterrizaje de esquíes y depósito de combustible desechable (producido en 1935-36).
Fi 156 V5
Prototipo de producción para la serie A (producido en 1937).
Fi 156A-0
Aviones de preproducción, idénticos al V3. Diez aviones producidos (fabricados en 1937-38).
Fi 156A-1
Primeros ejemplares de producción de servicio, puestos en producción por la Luftwaffe con una orden de 16 aviones, entrando los primeros aviones en servicio a mitad de 1937. Algunas fuentes indican que solo se produjeron seis ejemplares (fabricados en 1938).
Fi 156B
Equipado con un nuevo sistema que podía retraer los normalmente fijos slats de borde de ataque y poseía una serie de refinamientos aerodinámicos menores, aumentando la velocidad hasta los 208 km/h (130 mph). La Luftwaffe no consideró que la diferencia fuera importante y el Fi 156B no fue producido.
Fi 156C-0
Aviones de preproducción. Esencialmente una versión "flexible" del modelo A (producido en 1939).
Fi 156C-1
Versión de enlace triplaza (producida en 1939-40).
Fi 156C-2
Modelo de observación biplaza, con una posición artillada dorsal trasera totalmente acristalada, con una ametralladora MG 15 para defensa (producido en 1940).
Fi 156C-3
Remmplazó al C-1 y al C-2 con una "cabina universal" adecuada para cualquier tarea (producido en 1940-41).
Fi 156C-3/Trop
Versión adaptada para condiciones tropicales y desérticas, entradas de aire con filtros (producida en 1940-42).
Fi 156C-5
Adición de un soporte ventral para un contenedor de cámaras o depósito auxiliar lanzable. Algunos aparatos fueron equipados con esquíes en lugar de ruedas para operar sobre nieve (producido en 1941-45).
Fi 156C-5/Trop
Versión adaptada para condiciones tropicales y desérticas, entradas de aire con filtros (producida en 1941-45).
Fi 156C-7
Versión de enlace triplaza. Acristalado de cabina "plano", similar al del C-1.
Fi 156D-0
Versión de preproducción de variante de ambulancia aérea del modelo C con cabina mayor y puerta extra en el lado trasero de estribor del fuselaje para acomodación de literas. Propulsada por un motor Argus As 10P (producida en 1941).
Fi 156D-1
Versión de producción del D-0 (producida en 1942-45).
Fi 156E-0
Versión de enlace idéntica al C-1; 10 aviones de preproducción fueron equipados con tren de aterrizaje de cadenas y fue producida en 1941-42.
Fi 156F o P
Versión contrainsurgencia. Idéntica al C-3 con ametralladoras en ventanas laterales, soportes para bombas y lanza humos (producida en 1942).
Fi 156U
Versión antisubmarina. Idéntica al C-3 con carga de profundidad (producida en 1940).
Fi 156K-1
Versión de exportación del C-1 (comprada por Suecia).
Fi 256
Versión civil de cinco asientos; dos aparatos construidos por Morane-Saulnier.
Morane-Saulnier MS.500
Versión de enlace. Producción francesa con motor Argus de 240 hp de fabricación francesa, como había usado el Fi 156.
Morane-Saulnier MS.501
Con motor "lineal seis" Renault 6Q invertido refrigerado por aire de 233 hp, en lugar del Argus V8 invertido.
Morane-Saulnier MS.502
Versión de enlace, idéntica a la MS.500, con el motor Argus reemplazado por un radial Salmson 9ab de 230 hp.
Morane-Saulnier MS.504
Con motor radial Jacobs R-755-A2 de 304 hp.
Morane-Saulnier MS.505
Versión de observación del MS.500, con el motor Argus reemplazado por un radial Jacobs R-755-A2 de 304 hp.
Morane-Saulnier MS.506
Con motor Lycoming de 235 hp.
Mráz K-65 Čáp
Producción en Checoslovaquia después de la Segunda Guerra Mundial.
Antonov OKA-38 Aist ("cigüeña" en ruso)
Copia soviética sin licencia del Fi 156, propulsada por una copia del motor "lineal seis" refrigerado por aire, invertido, Renault MV-6 (similar al Renault 6Q), que estaba iniciando la producción cuando la planta fue ocupada por las fuerzas alemanas en 1941.

## Operadores
- Alemania nazi
- Bulgaria
- Camboya
- Croacia
- Checoslovaquia
- Eslovaquia
- España
- Finlandia
- Francia (posguerra)
- Grecia
- Hungría
- Italia
- Laos
- Noruega
- Polonia
- Reino Unido
- Reino de Yugoslavia
- Rumania
- Suecia
- Suiza
- Unión Soviética
- Vietnam del Sur
- Yugoslavia

## Especificaciones (Fi 156C-2)

### Características generales
- Tripulación: Uno (piloto)
- Capacidad: Un pasajero
- Longitud: 9,9 m (32,5 ft)
- Envergadura: 14,3 m (46,8 ft)
- Altura: 3,1 m (10 ft)
- Superficie alar: 26 m² (279,9 ft²)
- Peso vacío: 930 kg (2049,7 lb)
- Peso cargado: 1260 kg (2777 lb)
- Peso máximo al despegue: 1325 kg (2920,3 lb)
- Planta motriz: 1× motor lineal V8 invertido refrigerado por aire Argus As 10C-3.
  - Potencia: 180 kW (248 HP; 245 CV)
- Hélices: 1× Bipala de paso fijo por motor.

### Rendimiento
- Velocidad máxima operativa (Vno): 175 km/h (109 MPH; 94 kt)
- Alcance: 385 km (208 nmi; 239 mi)
- Régimen de ascenso: 4,8 m/s (945 ft/min)
- Carga alar: 48,5 kg/m² (9,9 lb/ft²)
- Potencia/peso: 143 w/kg

### Armamento
- Ametralladoras: 

  - 1x MG 15 de 7,92 mm montada sobre afuste trasero

## Aeronaves relacionadas

### Desarrollos relacionados
- Fieseler Fi 97
- Antonov OKA-38 "Aist"

### Aeronaves similares
- Dornier Do 27
- Henschel Hs 126
- Messerschmitt Bf 163
- Siebel Si 201
- Aero L-60 Brigadýr
- Helio Courier
- Piper L-4
- Vultee L-1A Vigilant
- Meridionali Ro.63
- Kobesiko Te-Go
- Kokusai Ki-76 "Stella"
- Westland Lysander
- Polikarpov Po-2
- Ikarus Kurir

### Secuencias de designación

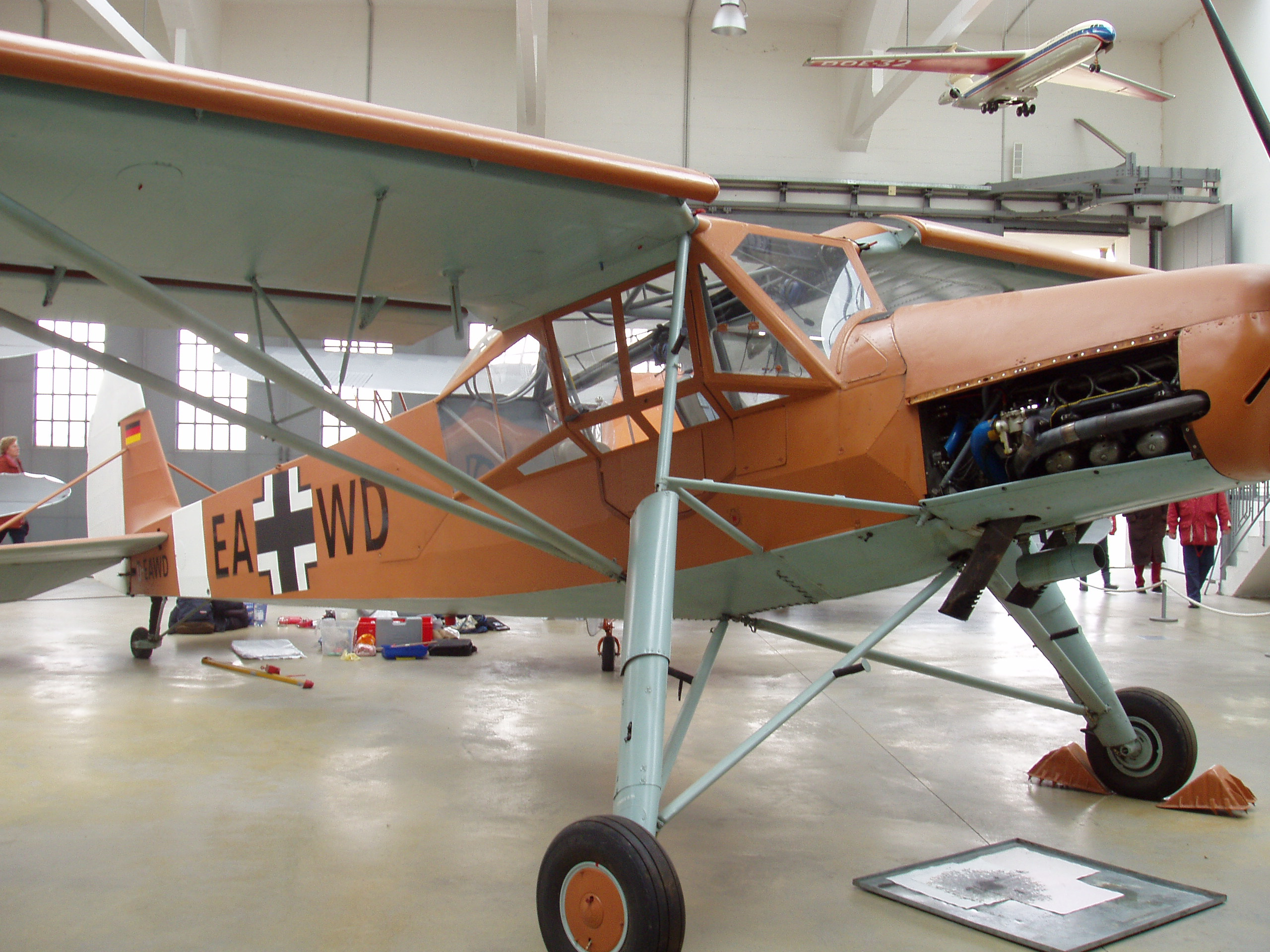
Fi 156 de la Luftwaffe.

- Secuencia Fi _ (designaciones del RLM para Fieseler): ← Fi 99 - Fi 103 - Fi 103R - Fi 156 - Fi 157 - Fi 158 - Fi 167 →
- Secuencia MS._ (interna de Morane-Saulnier): ← MoS.148 - MoS.149 - MS.152 - MS.160 - MS.180 - MS.181 - MS.185 →
- Secuencia Numérica (designaciones del RLM 1933-1945): ← Ta 153 - Ta 154 - BV 155 - Fi 156 - Fi 157 - Fi 158 - Fw 159 →
- Secuencia P _ (Aviones de pruebas de la Fuerza Aérea Sueca, pre-1940): P 1 - P 2 - P 3 - P 4 - P 5 - P 6 - P 7 →
- Secuencia S _ (Aviones de reconocimiento de la Fuerza Aérea Sueca, pre-1940): ← S 11 - S 12 - S 13 - S 14 - S 15 - S 16 - S 17 →
- Secuencia K-_ (Aviones de enlace de la Fuerza Aérea checoslovaca, 1945-1958): K-60 - K-61 - K-62 - K-65 - K-68 - K-70 - K-71 →
- Secuencia Numérica (Aeronaves del Ejército del Aire español, 1939-1945): ← 44 - 45 (I) - 45 (II) - 46 - 47 - 60 - 61 →
- Secuencia L._ (Aeronaves Utilitarias del Ejército del Aire español, 1945-1954): ← L.13 - L.14 - L.15 - L.16 - L.17 - L.18 - L.19 →
- Secuencia L._ (Aviones Utilitarios del Ejército del Aire, 1954-1978): L.2 - L.3 - L.6 - XL.7 - L.8C - XL.9 →